# Santa Margarida (Calldetenes)
Santa Margarida és un edifici modernista de Calldetenes (Osona) protegida com a Bé Cultural d'Interès Local.

## Descripció
Edifici residencial i rural orientat cap al sud-est. La planta presenta un cos principal quadrat, amb una torre de secció circular annexionada a la part dreta i una de secció quadrada a la part esquerra. La casa està envoltada per una terrassa, la qual, en algunes parts, està coberta per arcs d'ogiva. Un gran bosc de roures i avets rodeja la casa i la masoveria, que presenta unes característiques constructives similars a aquesta. El material constructiu és el maó pintat en vermell i pedra sense tallar.

## Història

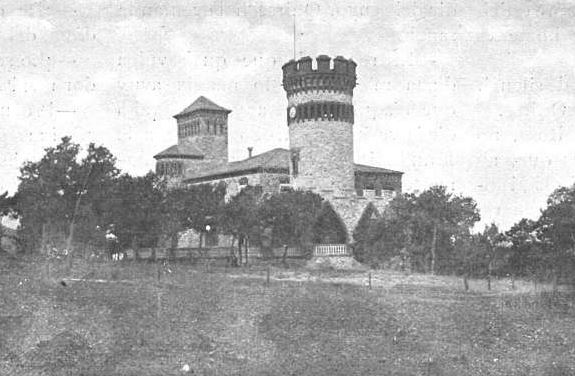
Any 1904

Fou construïda el segle xx, moment en què Sant Julià de Vilatorta experimentà un creixement notable com a centre d'estiueig i tot i trobant-se més a prop de Sant Julià de Vilatorta pertany al terme de Calldetenes. El lloc on fou construïda la casa està vinculat a l'església de Santa Maria del Camí -avui enrunada- que el segle xvii passà a denominar-se Santa Margarita.